# Fissidens narbonensis
Fissidens narbonensis là một loài Rêu trong họ Fissidentaceae. Loài này được Roum. mô tả khoa học đầu tiên năm 1869.